# Kirsten Thorup

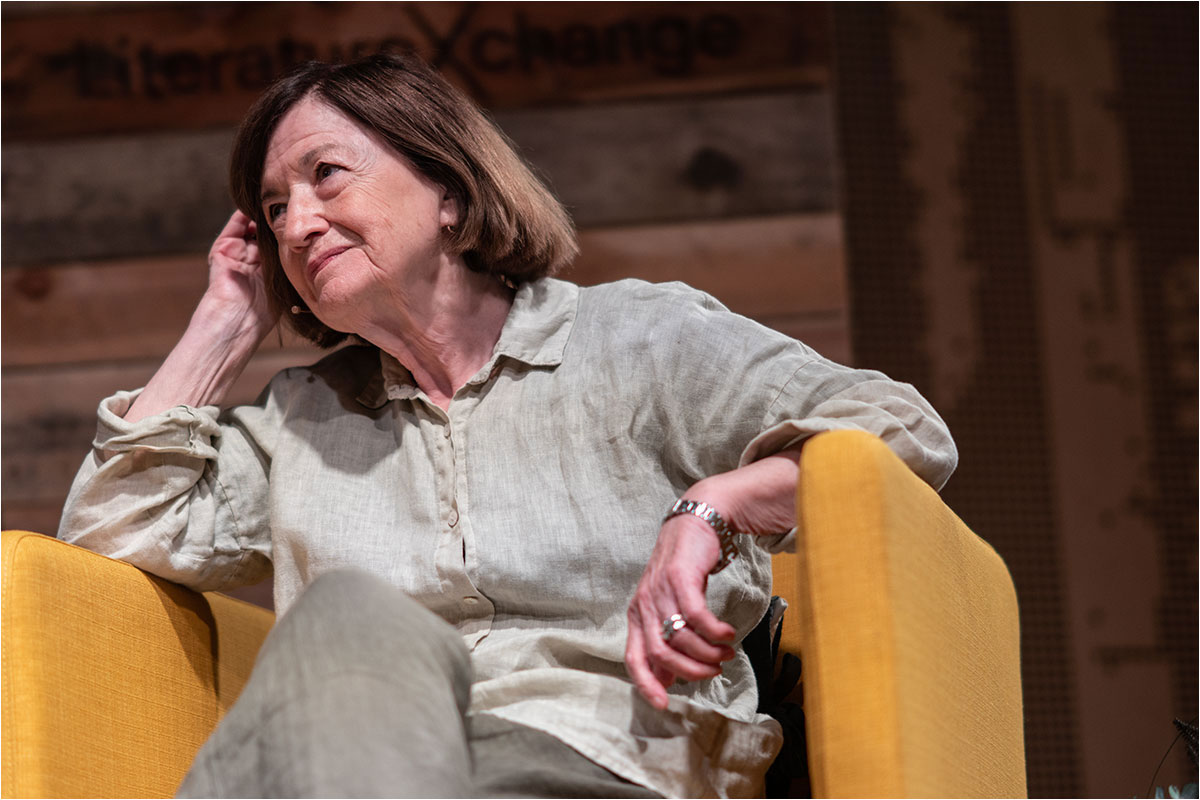
Kirsten Thorup, 2024

Kirsten Thorup (Geburtsname Kirsten Christensen; * 9. Februar 1942 in Gelsted, Fünen) ist eine dänische Schriftstellerin, die sowohl den Kritikerprisen als auch den Søren-Gyldendal-Preis und den Literaturpreis des Nordischen Rates erhielt.

## Leben

### Herkunft und literarisches Debüt
Kirsten Thorup, Tochter eines Buchhändlers, wuchs auf der Insel Fünen überwiegend mit Jungen auf. Zahlreiche ihrer Kindheits- und Jugenderlebnisse der 1950er Jahre in der dänischen Provinz wurden später Bestandteil ihrer Romane, Erzählungen und Fernsehspiele über das Mädchen und die spätere Frau Jonna.
Als erste ihrer Familie erhielt sie eine höhere Schulbildung und lebte nach ihrem Abitur 1961 am Fredericia Gymnasium ein Jahr in Großbritannien. Nach ihrer Rückkehr begann sie 1962 ein Studium der Anglistik und Literaturwissenschaft an der Universität Kopenhagen, heiratete aber bereits 1963 den Theaterdirektor Ib Thorup. Nach der Geburt des gemeinsamen Kindes im Jahr 1965 widmete sie sich neben der Kindererziehung auch der Schriftstellerei.
Anfangs prägte die Darstellung der Orientierungslosigkeit und Fremdheit ihrer handelnden Personen aus der Provinz im städtischen Leben ihre Werke wie bei ihrem schriftstellerischen Debüt 1967 mit dem Gedichtband Indeni – udenfor, dem weitere Gedicht- und Erzählungssammlungen folgten. Ende der 1960er traten dabei modernistische Text- und Sprachexperimente bei der Schilderung von Verlusten, Persönlichkeiten und der Überwindung von Abständen hervor. Dabei gewann ihre Identifikation mit der Schilderung existenzieller Grenzerfahrungen zunehmend an Stärke zu, insbesondere von Menschen am Rande der Gesellschaft und von zwischenmenschlichen Konflikten in den Fernseh- und Hörspielen Anfang der 1970er Jahre.

### Erfolgsromane und Literaturpreise
In dieser Zeit zog sie in den Kopenhagener Stadtteil Vesterbro um und verfasste den 1973 veröffentlichten aufsehenerregenden Roman Baby, der in einem nüchternen und monotonen Stil die Verzweiflung und Suche einiger Bewohner der Metropole nach Liebe beschrieb. Der Roman war zugleich ihr erster Versuch, Solidarität für die Mitmenschen zu zeigen, denen es nicht gelingt, sich selbst zu äußern und miteinander zu kommunizieren. Der Roman brachte ihren Durchbruch, insbesondere auch später in den USA nach der Veröffentlichung in englischer Sprache 1979.
Die Anfälligkeit der Menschen und ihre Machtlosigkeit waren auch Thema in dem Roman Lille Jonna (1977), der 1979 mit dem eigenständigen Roman Den lange sommer fortgesetzt wurde. Die Geschichte einer Bauernfamilie, die einen gesellschaftlichen Aufstieg erfuhr, später jedoch ihr neues gesellschaftliches Ansehen wieder verlor, bot ein lebendiges und nuancenreiches Bild einer dänischen Provinzfamilie der 1950er Jahre. Dabei prägten Notwendigkeiten und Alltag das Leben, während Sehnsüchte in den Hintergrund treten mussten. Die beiden Romane wurden zum Auftakt einer Reihe weiterer zeitgenössischer Romane, die sich mit Themen wie dem Aufstieg innerhalb der Wohlstandsgesellschaft, Jugendrevolten und dem Aufkommen der feministischen Bewegung in den 1970er Jahren sowie mit Identitätskämpfen beschäftigten, und damit eine Entwicklung dieser Zeit darstellen.
Beachtung fanden auch ihre dramatischen Texte für Bühnenwerke und Radiosendungen von Danmarks Radio. Einen größeren Erfolg erzielte sie 1978 mit ihrem Drehbuch für das Fernsehspiel Else Krant nach einem Roman von Amalie Skram.
Einen großen Erfolg hatte Thorup mit dem zweibändigen Werk Himmel og helvede (1982), das 1988 auch verfilmt wurde. Das Buch spielt in der Zeit der Jugendrevolten im Mai 1968 in Vesterbro, wobei zwar wieder die Charaktere aus den Jonna-Romanen auftreten, im Mittelpunkt aber das Mädchen Maria steht, deren Entwicklung zur Frau und Emanzipation von den Normen und Werten im Elternhaus geschildert werden. Mit seiner breiten zeitgenössischen Darstellung spiegelt das Buch die kollektive Euphorie und Überzeugung einer möglichen Befreiung aus den unterschiedlichsten Zwängen und zur Verbesserung der Welt wider: Marias Mutter verlässt nach vielen Jahren der Unterdrückung Marias Vater, während sie die lebensfeindliche Frau Andersen verliebt und sozial engagiert. Für den Roman erhielt sie 1982 sowohl den Kritikerprisen als auch De Gyldne Laurbær des Dänischen Buchhändlerklubs.
Der Roman Den yderste grænse (1987) handelt wieder von Jonna, die nach dem Suizid Asgers ihren Traum von einem anderen und vollkommenen Leben aufgibt. Während Himmel og helvede durch die Träume und Möglichkeiten der Veränderung geprägt war, dominieren in Den yderste grænse umgekehrt Untergangsbilder und Fantasien eines Jüngsten Gerichts. 1987 wurde Kirsten Thorup für diesen Roman mit dem Søren-Gyldendal-Preis geehrt.
Die Thematik einer Apokalypse findet sich auch in dem Roman Elskede ukendte (1994) wieder. In der Darstellung der Hauptpersonen Karl und René, die eine religiöse Gigantomanie entwickeln, übernimmt Kirsten Thorup eine kritische und schwarzmalende Beschreibung der Zeit und der Gesellschaft, die nichts gegen den Kult des Todes und die dunklen Seiten der Menschen unternimmt.
Sowohl in ihren ersten modernistischen Gedicht- und Erzählungssammlungen als auch ihren späteren eher realistischen Romanen befasste sie sich mit den Grenzen zwischen Menschen und ihrer Umwelt, den Zusammenstößen, die auftreten, wenn Menschen versuchen sich zu äußern und zu entfalten, und wenn Leben, Phantasieleben und Rebellionsmöglichkeiten aufeinanderprallen.
Seit 1995 engagiert sich Kirsten Thorup als Mitglied im Vorstand des Dänischen P.E.N. Ihr Lebenswerk wurde 2000 von der Dänischen Akademie mit deren Großen Preis gewürdigt.
In späteren Romanen wie Bonsai (2001), der mit dem DR Romanpreis ausgezeichnet wurde, und Ingenmandsland (2004), der mit dem Danske-Bank-Literaturpreis prämiert wurde, setzte sie sich auch mit Themen wie Homosexualität, aber auch Demenz und dem Leben in Pflegeheimen auseinander. Im April 2011 erschien Tilfældets gud, in dem es um die durch Stress gescheiterte Unternehmerin Ana geht, die den Sinn des Lebens durch die Finanzierung eines Projekts in Gambia sucht, das allerdings erfolglos ist. Ihr Roman Erindring om kærligheden wurde 2017 mit dem Literaturpreis des Nordischen Rates ausgezeichnet.

## Veröffentlichungen
- Indeni – udenfor, Gedichte, 1967
- I dagens anledning, Erzählungen, 1968
- Love from Trieste, Gedichte, 1969
- I dag er det Daisy, Gedichte, 1971
- Sæsonen slutter, Fernsehspiel, 1971
- Frisørinden, Fernsehspiel, 1971
- Hvornår dør Maria?, Fernsehspiel, 1972
- Baby, Roman, 1973
- Historien om Mally, Hörspiel, 1973
- Helte dør aldrig, Fernsehspiel, 1976
- Lille Jonna, Roman, 1977
- Else Kant I-II, Fernsehspiel, 1978
- Den lange sommer, Roman 1979
- Du er smul. Jeg elsker dig, Fernsehspiel, 1981
- Himmel og helvede I-II, Roman, 1982
- Romantica, Schauspiel, 1983
- Den yderste grænse, Roman, 1987
- Sidste nat før kærligheden, Erzählungen/Schauspiel, 1989
- Længslen efter tatovørens nål, Hörspiel, 1989
- Elskede ukendte, Roman, 1994
- Projekt Paradis, Schauspiel, 1997
- Bonsai, Roman, 2001
- Ingenmandsland, Roman, 2003
- Førkrigstid, Roman, 2006
- Tilfældets gud, Roman, 2011
- Erindring om kærligheden, Roman, 2016
- Indtil vanvid, indtil døden, Roman, 2020
- Mørket bag dig, Roman, 2023

in deutscher Sprache
- Himmel und Hölle, Originaltitel Himmel og helvede, 1986, ISBN 3-356-00022-5
- Bonsai, 2005, ISBN 3-458-17237-8
- Niemandsland, Originaltitel Ingenmandsland, 2007, ISBN 978-3-518-41928-1